# Đoàn Tư Liêm
Đoàn Tư Liêm (段思廉, 1027-1108) là vị hoàng đế trong lịch sử nước Đại Lý từ năm 1044 đến năm 1075. Ông là huyền tôn của Đoàn Tư Bình. Tháng 10 năm 1053, Nùng Trí Cao bị quân đội nhà Tống đánh bại, phải chạy trốn sang nước Đại Lý. Năm 1055, Đại Lý đã giết chết Trí Cao, sai quan mang đầu đem nộp nhà Tống. Ông trị vì đến năm 1075 thì nhường ngôi cho con là Đoàn Liêm Nghĩa, xuất làm sư theo Phật giáo, lấy tên là Bản Nguyên Đại Sư (本源大師). Ông mất năm 1108, thọ 82 tuổi. Thụy là Hiếu Đức hoàng đế, miếu hiệu là Thế Tông hay Hưng Tông.